# Ster (Stavelot)
Ne doit pas être confondu avec Ster (Francorchamps).
Ster est un village des Ardennes belges faisant partie de la commune et ville de Stavelot, dans la province de Liège en Région wallonne.
Avant la fusion des communes de 1977, Ster faisait partie déjà de la commune de Stavelot. Il ne faut pas confondre ce hameau avec le hameau de Ster situé près de Francorchamps mais faisant aussi partie de la commune de Stavelot.

## Étymologie
Ster signifie défrichement, essartage, endroit déboisé.

## Situation et description
Ce hameau ardennais se situe entre Coo et Stavelot à quelques hectomètres du sommet d'une colline culminant à une altitude de 500 m. Il se trouve au sommet du Thier de Coo, une côte provenant de Coo et de la vallée de l'Amblève. Il avoisine les hameaux de Parfondruy et Renardmont situés plus à l'est en direction de la ville de Stavelot dont le centre est distant d'environ 3 km.
Le hameau compte plusieurs fermes et fermettes anciennes dont certaines sont pourvues de colombages.

## Activités
Ster possède des gîtes ruraux.